# Kanton Toulouse-15
Kanton Toulouse-15 (francouzsky Canton de Toulouse-15) je francouzský kanton v departementu Haute-Garonne v regionu Midi-Pyrénées. Tvoří ho devět obcí.

## Obce kantonu
- Castelmaurou
- Montberon
- Pechbonnieu
- Rouffiac-Tolosan
- Saint-Geniès-Bellevue
- Saint-Jean
- Saint-Loup-Cammas
- Toulouse (čtvrtě Croix-Daurade, Grand Selve, Les Izards a Les Trois Cocus)
- L'Union